# Rondelli (cognome)
Rondelli è un cognome di lingua italiana.

## Varianti
Ronda, Rondello, Rondi, Rondo, Rundo.

## Origine e diffusione
Cognome tipicamente centro-settentrionale, è presente prevalentemente in Emilia-Romagna.
Potrebbe derivare dal prenome medioevale Rondello, dal latino Rondus, variante di Rotundus (da cui anche il cognome Rotondo). È affine al cognome Rota.
La variante Rundo è calabrese.

## Persone
- Giorgio Rondelli (1946) – ex mezzofondista e allenatore di atletica leggera italiano
- Giovanni Rondelli (1945) – musicista, compositore e cantautore italiano
- Paolo Rondelli (1963) – politico e diplomatico sammarinese